# 黄桢
黄桢（1934年3月2日—2021年2月18日），女，江西清江人，中国天文学家，曾任中国科学院乌鲁木齐人造卫星观测站站长。

## 生平
1956年毕业于北京师范大学物理系，留校天文教研组任助教。1961年调任新疆大学讲师。1974年调入中国科学院乌鲁木齐人造卫星观测站，历任助理研究员、副研究员、业务科科长、研究室主任、站长、学术委员会主任。1994年退休。2021年2月18日凌晨1时30分在加拿大卡尔加里去世。 